# 황경 (연호)
황경(皇慶, 1312년 ~ 1314년 1월)은 원나라 인종(仁宗) 아유르바르와다 부얀투 칸의 첫번째 연호이다. 2년 1개월 가량 사용하였다.

## 개원
- 지대(至大) 4년 9월 14일[1](율리우스력 1311년 10월 26일)에 연호를 황경(皇慶)으로 정하고, 다음 해 1월 1일[2](율리우스력 1312년 2월 9일)에 개원함.[3][4][5][6]

- 황경(皇慶) 3년 1월 22일[7](율리우스력 1314년 2월 7일)에 연호를 연우(延祐)로 개원함.[8][9][10][6]

## 연대 대조표
| 황경 | 서기(西紀) | 간지(干支) |
| 원년 | 1312년     | 임자(壬子) |
| 2년  | 1313년     | 계축(癸丑) |
| 3년  | 1314년     | 갑인(甲寅) |

## 동시대 연호

### 베트남
- 흥롱(興隆) (1293년 ~ 1314년)

### 일본
- 오초(應長) (1311년 ~ 1312년)
- 쇼와(正和) (1312년 ~ 1317년)

## 같이 보기
- 중국의 연호